# Киселёв, Евгений Вадимович
Евгений Вадимович Киселёв (род. 7 сентября 1997) — российский хоккеист, вратарь. Мастер спорта России (2020).

## Биография
Занимался хоккеем в московских школах «Радуга» (2004—2006), «Крылья Советов» (2006—2008), «Русь», «Динамо». На драфте КХЛ 2014 года был выбран «Динамо» под № 51. Начинал карьеру в командах канадских юниорских лиг «Уотерлу Сискинс» (GOJHL; 2014/15), «Бэ-Комо Драккар» (2015/16) и «Квебек Ремпартс» (2015/16 — 2016/17; обе — QMJHL).
В 2017 году вернулся в Россию. По решению органов КХЛ и ФХР контракты многих игроков «Динамо», в том числе и Киселёва, были расторгнуты, и он подписал контракт с хабаровским «Амуром». За четыре сезона провёл в КХЛ семь матчей, в основном играл в фарм-клубах — «Амурские тигры» (МХЛ, 2017/18) и «Сокол» Красноярск (ВХЛ, 2018/19 — 2020/21). 11 июня 2021 года подписал однолетний двусторонний контракт с ЦСКА, играл за фарм-клуб «Звезда» Москва в ВХЛ.
Игрок команд ВХЛ «Дизель» Пенза (2022/23), «Нефтяник» Альметьевск (с 2023/24).
Победитель хоккейного турнира Универсиады (2019) (на площадку не выходил).